# 5e régiment de cuirassiers « duc Frédéric-Eugène de Wurtemberg » (régiment de cuirassiers prussien-occidental)
Pour les articles homonymes, voir 5e régiment.
Le 5e régiment de cuirassiers « duc Frédéric-Eugène de Wurtemberg » (régiment de cuirassiers prussien-occidental) est une unité de cavalerie de l'armée prussienne.

## Création
Le 19 avril 1717, le roi Frédéric-Guillaume Ier ordonne la formation d'un régiment de dragons « von Wuthenow » (régiment vieux prussien D VI), pour lequel on fait aux troupes allemandes du roi Auguste II de Pologne, électeur de Saxe (« Dragons de porcelaine »), qui ont été libérées en échange de vases de Chine. En 1727, l'unité est divisée en régiment de dragons « von Cossel » (D VI) et régiment de dragons « von Dockum » (D VII). Ce dernier est rebaptisé 4e régiment de dragons (2e régiment de dragons de prussien-occidental) le 7 octobre 1808. Cette unité reçoit la nouvelle désignation de 4e régiment de dragons (régiment de dragons prussien-oriental) par l'A.K.O. du 3 novembre 1817. À partir du 4 juillet 1860, il devient le 5e régiment de cuirassiers (2e régiment de cuirassiers prussien-occidental), et par A.K.O. du 27 janvier 1889, il reçoit son nom définitif de 5e régiment de cuirassiers « duc Frédéric-Eugène de Wurtemberg » (régiment de cuirassiers prussien-occidental). Jusqu'en décembre 1808, le régiment est en garnison à Insterbourg, puis à Dantzig.

## Campagnes
- Première guerre de Silésie
- Seconde guerre de Silésie

### Guerre de Sept Ans
- Bataille de Hohenfriedberg, Zorndorf et Kunersdorf

### Guerres napoléoniennes
- 1807 Bataille d'Eylau contre les troupes de Napoléon Ier.
- En 1812, le régiment appartient aux troupes auxiliaires de la Grande Armée et participe à la campagne de Napoléon en Russie. Après la Convention de Tauroggen, le régiment quitte le corps de Yorck et combat désormais du côté opposé.
- Dans les guerres napoléoniennes de 1813/15, le régiment fait partie de la cavalerie de réserve lors de la bataille de Leipzig, et n'a aucun contact avec l'ennemi. Dans la poursuite ultérieure des troupes françaises, l'unité traverse la Hollande jusqu'au nord de la France et retourne dans ses garnisons au début de 1815. Le régiment est à nouveau mobilisé après le retour de Napoléon d'Elbe, mais ne prend part à aucun combat.

### Révolution de Mars
- Pour combattre les insurgés, le régiment se déplace en Prusse du Sud-Est et en Prusse-Occidentale en 1848.

### Guerre austro-prussienne
Le régiment entre en Bohême et participe à la bataille de Sadowa.

### Guerre franco-prussienne
Au sein de la 41e brigade de cavalerie (de), les cuirassiers combattent à Wörth, à Sedan et du 10 au 12 janvier 1871 au Mans. Après l'armistice, l'unité est d'abord restée avec les forces d'occupation et est retournée à ses emplacements à la mi-juin 1871.

### Première Guerre mondiale
Après la mobilisation, le régiment est déployé à l'est au sein de la 1re division de cavalerie, où il est d'abord utilisé dans les batailles frontalières, puis utilisée dans les batailles de Gumbinnen et Tannenberg contre les armées de Rennenkampff. Après la bataille d'hiver en Mazurie en février 1915, le régiment est utilisé comme cavalerie en Pologne russe. Cela est suivi d'un déploiement sur la côte de la mer Baltique en Lituanie et en Courlande jusqu'à l'été 1916, où il assure la protection côtière. Il est ensuite transféré à la 7e division de cavalerie avec laquelle il participe à la campagne contre la Roumanie de fin 1916 à janvier 1917. Le régiment passe ensuite de Transylvanie à la Belgique, où il rend les chevaux et est dès lors utilisé comme infanterie. Suivront la guerre des tranchées en Lorraine à partir de 1918, les batailles devant la ligne Siegfried et, fin septembre 1918, la bataille défensive entre Cambrai et Saint-Quentin.

### Après-guerre
Après l'armistice de Compiègne, le régiment marche du 12 au 24 novembre 1918 et retourne dans ses garnisons et est ensuite dissous à Riesenburg.
La tradition est reprise dans la Reichswehr par le 1er escadron du 2e régiment de cavalerie (prussien) à Allenstein.

## Chefs du régiment
- 1717 Generalmajor Heinrich Jordan von Wuthenau (de)
- 1727 Generalmajor Martin Arend von Dockum (de)
- 1732 Generalmajor Frédéric-Henri-Eugène d'Anhalt-Dessau
- 1737 Generalmajor Christoph Friedrich von Thümen (de)
- 1741 Generalmajor Ernst Ferdinand von Werdeck (de)
- 1742 Generalleutnant Friedrich Alexander von Roëll (de)
- 1744 Generalmajor Friedrich von Stosch
- 1751 Generalmajor Adolf Friedrich von Langermann
- 1757 General der Kavallerie Dubislaw von Platen
- 1787 Generalmajor Karl Wilhelm von Brausen
- 1790 Generalleutnant Georg Friedrich Christoph von Bardeleben (de)
- 1801 Generalleutnant Karl Gottfried Ferdinand von Busch (de)
- 1803–1808 Generalmajor Karl von Esebeck
- 13 septembre 1825 au 9 mai 1844 General der Kavallerie Ludwig von Borstell
- 30 septembre 1846 au 6 november 1850 Generalleutnant/General der Kavallerie Frédéric Guillaume comte de Brandebourg
- 1850–1891 Grand-duc Nicolas Nikolaïevitch de Russie
- 1892 Roi Guillaume II de Wurtemberg

## Commandants
- 1808 Karl von Massenbach
- 1811 Léopold von Bülzingslöwen (de)
- 1811 Alexander von Treskow (de)
- 1815 Frédéric von Wrangel
- 5 mars 1821 Wilhelm Heinrich von Besser (de)
- 29 avril 1829 au 18 février 1831 Oberstleutnant Kasimir von Ingersleben (de) (chargé de la direction)
- 18 février 1831 au 19 mars 1834 Oberstleutnant/Oberst Kasimir von Ingersleben
- 30 mars 1834 Konrad von Heuduck (de)
- 30 mars 1838 Karl von Heister
- 10 décembre 1844 Philipp von Rapin-Toyras
- 2 mars 1848 au 9 octobre 1849 Major Karl von Dunker
- 12 octobre 1849 Ernst Corsep
- 12 janvier 1853 Wilhelm von Tümpling
- 25 juillet 1854 Wilhelm von Bothmer
- 12 mars au 10 juin 1859 Major Rudolf von Schön (chargé de la direction)
- 11 juin 1859 au 3. Avril 1866 Major/Oberstleutnant/Oberst Rudolf von Schön
- 5 avril 1866 Maximilian von Bredow
- 10 décembre 1867 Franz Zimmer
- 12 avril 1870 Wilhelm von Arentsschildt
- 1er août 1873 Edwin von Ohlen et Adlerskron
- 11 novembre 1876 Bogislav von Kleist
- 19 octobre 1878 Alexander von dem Knesebeck (de)
- 12 mars 1881 Gustav von der Gröben
- 6 décembre 1884 Ernst von Willich
- 14 juin 1888 Hugo von Kirchbach
- 19 novembre 1889 Matthias von Matuschka
- 17 juin 1893 Francesco von Fürstenberg
- 18 août 1897 Friedrich von Busse
- 22 mars 1902 Johannes Schmige
- 18 juillet 1903 Max Krieger
- 20 février 1909 Sylvius von Posadowsky-Wehner
- 18 février 1913 Kurt von Rex
- 7 février 1917 W. Hugo von Schmelzing

## Uniforme en 1914
Jusqu'en 1912, un roller blanc et un pantalon de démarrage blanc sont également portés sur le terrain. Les officiers sont équipés d'épaulettes, les sous-officiers et les hommes de rang d'épaulettes. Il y a aussi des bottes de cuirassier noires (appelées bottes de canon) et le casque de cuirassier en tôle polie avec des insignes en tombac. En outre, une cuirasse en métal blanc en deux parties et une bandoulière blanche avec une cartouche noire sont créées. Pour le service normal, les cuirassiers portent une tunique bleu foncé. En tant qu'uniforme de la société, celui-ci est équipé d'épaulettes et de franges pour les officiers. Cela comprend une casquette à visière blanche avec des garnitures roses. La couleur de l'insigne sur les revers suédois, le col et les champs d'épaulettes est rose, les boutons et les garnitures sont dorés. Le numéro du régiment est sur les champs d'épaulettes.
Les hommes de rang et les sous-officiers brandissent des lances en acier tubulaire avec des drapeaux de lance noirs et blancs.
Déjà commandé par l'A.K.O. du 14 février 1907 et progressivement introduit à partir de 1909/1910, l'uniforme coloré est remplacé pour la première fois par l'uniforme de service sur le terrain gris (M 1910) à l'occasion de la manœuvre impériale de 1913. C'est complètement comme l'uniforme de la paix. L'équipement en cuir et les bottes sont de couleur marron naturel, le casque est recouvert d'une housse en tissu dit roseau. La bandoulière et le cartouche ne sont plus mis pour cet uniforme.